# Brada (úprava vousů)
Brada patří mezi méně obvyklé úpravy vousů, byla mnohem běžnější v minulosti. Do brady měl upravený vous např. Henry David Thoreau. Z Čechů např. Jan Erazim Vocel a ze známých osobností nosil podobně upravený vous Erazim Kohák.
Bradu kombinovanou s knírem nosil kupř. Ľudovít Štúr. Podobný typ vousu (bradu v kombinaci s muškou) nosil i Abraham Lincoln.

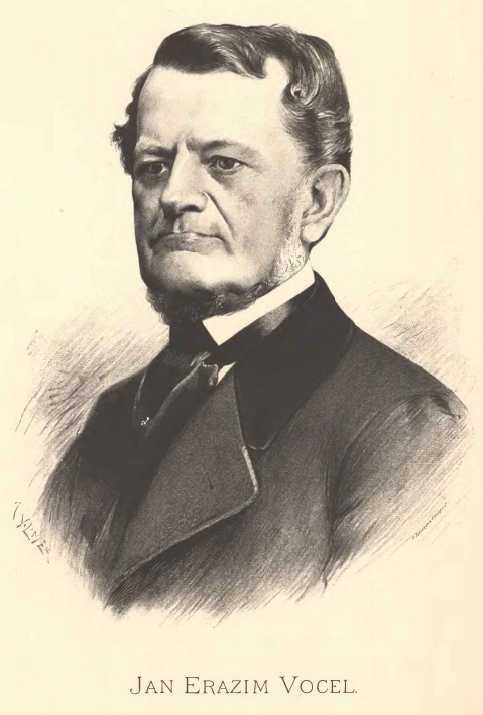
Jan Erazim Vocel
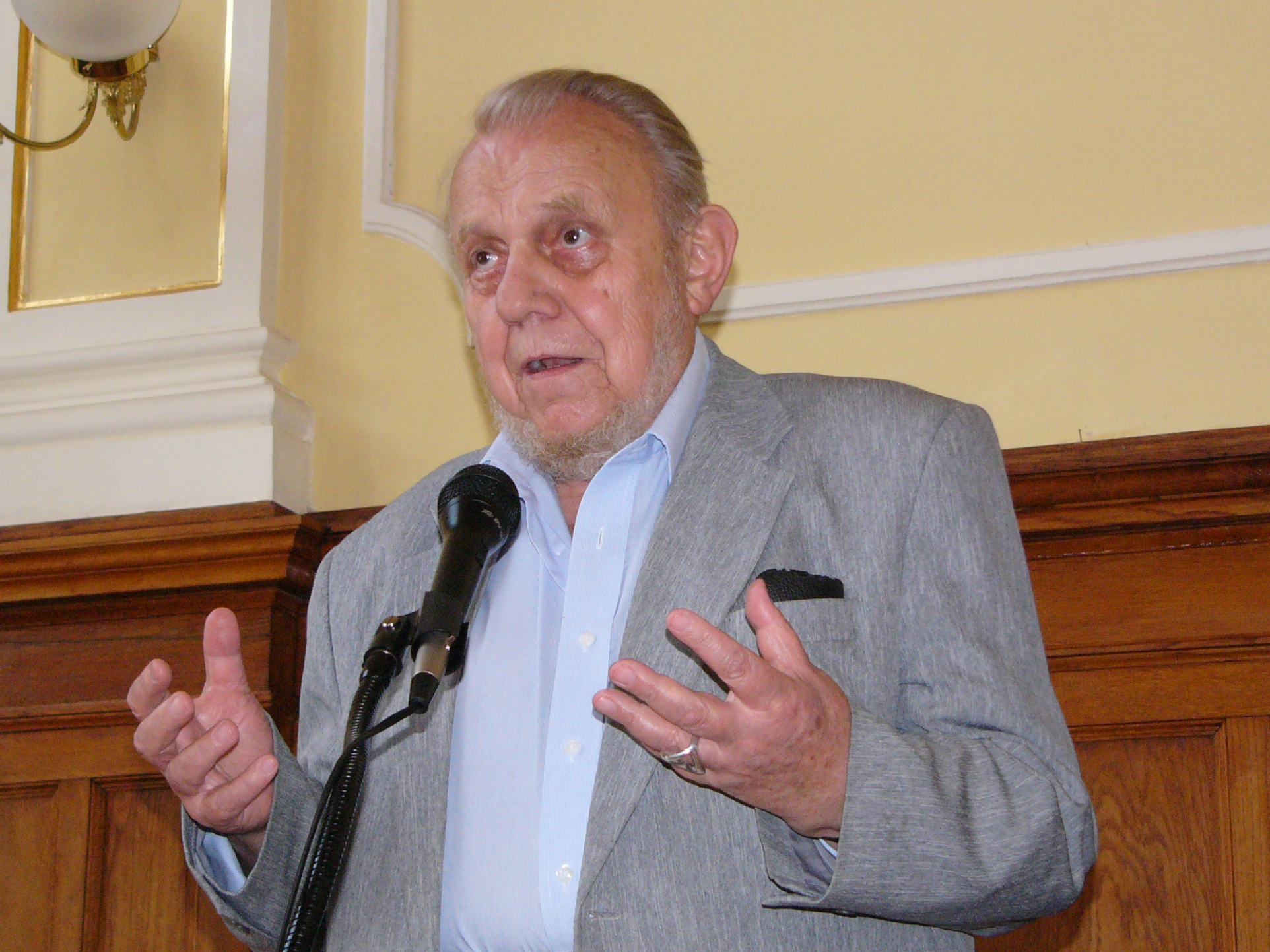
Erazim Kohák